# シゲリカツヒコ
シゲリ カツヒコ（本名：茂利 勝彦、1962年 - ）は、日本の絵本作家、イラストレーター。岐阜県生まれ。『大名行列』で第67回小学館児童出版文化賞受賞。『かぜがつよいひ』で第29回日本絵本賞受賞。

## 著作

### 絵本
- 『カミナリこぞうがふってきた』ポプラ社、2010年6月 ISBN 978-4591118368
- 『ごじょうしゃありがとうございます』ポプラ社、2012年8月 ISBN 978-4591129777
- 『ガスこうじょう ききいっぱつ』ポプラ社、2016年1月 ISBN 978-4591147801

### 挿画
- 『アイアン・マン』講談社、1996年4月 ISBN 978-4061947405
- 『天狗』ポプラ社、2007年7月 ISBN 978-4591097144
- 『鬼』ポプラ社、2007年11月 ISBN 978-4591099421
- 『花の巫女』岩崎書店、2011年3月 ISBN 978-4265840014
- 『バスガエル』佼成出版社、2013年6月 ISBN 978-4333026029
- 『ぼくはまいごじゃない』岩崎書店、2014年12月 ISBN 978-4265081349